# Rostgumpad tangara
Rostgumpad tangara (Microspingus lateralis) är en fågel i familjen tangaror inom ordningen tättingar.

## Utseende och läte
Rostgumpad tangara är en medelstor grå och orange finkliknande fågel. På huvudet syns ett svart och ljust ögonbrynsstreck. Ovansidan är grå, medan undersidan är beige på strupe och bröst, övergående i kanelbrunt på sidorna med en vit fläck på bukens mitt. Lätet är ett snabbt monotont upprepat "tseep".

## Utbredning och systematik
Fågeln förekommer i sydöstra Brasilien (sydvästra Minas Gerais och Espírito Santo till norra São Paulo). Den behandlas som monotypisk, det vill säga att den inte delas in i några underarter.

### Släktestillhörighet
Tidigare placerades arten i släktet Poospiza, men genetiska studier visar att den liksom några andra Poospiza-arter samt Hemispingus trifasciatus bildar en grupp som står närmare exempelvis Cypsnagra, Donacospiza och Urothraupis. Dessa har därför lyfts ut till ett eget släkte, Microspingus.

### Familjetillhörighet
Liksom andra finkliknande tangaror placerades denna art tidigare i familjen Emberizidae. Genetiska studier visar dock att den är en del av tangarorna.

## Status och hot
Arten har ett stort utbredningsområde, men tros minska i antal, dock inte tillräckligt kraftigt för att den ska betraktas som hotad. Internationella naturvårdsunionen IUCN listar arten som livskraftig (LC).